# Campionati francesi di sci alpino 1965
I Campionati francesi di sci alpino 1965 si disputarono a Morzine nel mese di marzo; furono assegnati i titoli di discesa libera, slalom gigante, slalom speciale e combinata, sia maschili sia femminili.

## Risultati

### Uomini

#### Discesa libera
| Pos. | Atleta          | Nazione |
| ---- | --------------- | ------- |
| 1    | Jules Melquiond | Francia |
| 2    | Pierre Stamos   | Francia |
| ?    |                 |         |

#### Slalom gigante
| Pos. | Atleta       | Nazione |
| ---- | ------------ | ------- |
| 1    | Michel Arpin | Francia |
| ?    |              |         |
| ?    |              |         |

#### Slalom speciale
| Pos. | Atleta          | Nazione |
| ---- | --------------- | ------- |
| 1    | Georges Mauduit | Francia |
| 2    | ?               | ?       |
| 3    | Guy Périllat    | Francia |

#### Combinata
| Pos. | Atleta          | Nazione |
| ---- | --------------- | ------- |
| 1    | Georges Mauduit | Francia |
| ?    |                 |         |
| ?    |                 |         |

### Donne

#### Discesa libera
| Pos. | Atleta             | Nazione |
| ---- | ------------------ | ------- |
| 1    | Annie Famose       | Francia |
| 2    | Marielle Goitschel | Francia |
| ?    |                    |         |

#### Slalom gigante
| Pos. | Atleta             | Nazione |
| ---- | ------------------ | ------- |
| 1    | Marielle Goitschel | Francia |
| ?    |                    |         |
| ?    |                    |         |

#### Slalom speciale
| Pos. | Atleta             | Nazione |
| ---- | ------------------ | ------- |
| 1    | Marielle Goitschel | Francia |
| ?    |                    |         |
| ?    |                    |         |

#### Combinata
| Pos. | Atleta             | Nazione |
| ---- | ------------------ | ------- |
| 1    | Marielle Goitschel | Francia |
| ?    |                    |         |
| ?    |                    |         |